# Lepus starcki
La lepre etiope (Lepus starcki Petter, 1963) è un mammifero lagomorfo della famiglia dei Leporidi.

## Distribuzione
Come intuibile dal nome comune, la specie è endemica dell'Etiopia, in particolare la si trova sui rilievi dell'acrocoro ad altezze comprese fra i 2200 ed i 4500 m: si calcola che l'area nella quale la popolazione di questo animale sia stabile abbia un'estensione inferiore ai 100.000 km².

## Descrizione

### Dimensioni
Misura fino a 50 cm di lunghezza, per un peso totale raramente superiore ai 2 kg.

### Aspetto
Il corpo è slanciato, con grande testa ed orecchie lunghe e di forma quasi triangolare, col vertice posto alla base dell'orecchio.
Il pelo è di color giallo ocra sul dorso, con brizzolature nere sparse: i fianchi, la nuca ed il margine delle zampe sono di colore arancio, mentre la parte ventrale è giallo chiaro con tendenza al biancastro. La coda, la punta del muso ed il cerchio perioculare sono bianchi, così come le orecchie, che presentano però una macchia di forma semicircolare sulla punta.

## Biologia
Si tratta di animali dalle abitudini notturne, che però possono (anche se non di frequente) essere visti anche durante il giorno, mentre solitamente le lepri etiopi passano la giornata accovacciate sul terreno nel folto dei cespugli, dove il loro manto mimetico le confonde perfettamente coi cespugli e le erbe secche che crescono nel loro habitat. Qualora l'animale avverta rumori sospetti, generalmente tende ad immobilizzarsi in modo da individuare la sorgente di provenienza del suono, per sincerarsi che provenga effettivamente da una fonte di pericolo: in tal caso, la lepre etiope si immobilizza aspettando che il potenziale aggressore si allontani, dandosi ad una fuga precipitosa solo qualora l'aggressore si avvicini troppo.

### Alimentazione
Si tratta di animali esclusivamente erbivori, che si nutrono di erbe, foglie, germogli ed in generale di qualunque sostanza di origine vegetale riescano a mangiare.

Come gli altri lagomorfi, la lepre etiope pratica la coprofagia al fine di ridigerire il cibo ed estrarne quanto più nutrimento possibile.

### Riproduzione
Non sono stati ancora condotti studi specifici sulle modalità riproduttive di questa specie, che tuttavia si pensa non differiscano eccessivamente in termini di modalità e tempi da quelle della congenere ed affine lepre comune (Lepus europaeus).